# 阿部真澄
阿部 真澄（あべ ますみ、1989年5月8日 - ）は、日本のアナウンサー。元TBSラジオラジオキャスター、新潟テレビ21・千葉テレビ放送アナウンサー。東京都出身。ニチエンプロダクション所属。

## 人物
- 2011年、第16回新橋こいち祭り浴衣美人コンテストの最終候補者であった。
- 2013年から2017年3月まで、TBSラジオの「TBSラジオキャスター」を務めた。
- 2017年4月、新潟テレビ21にアナウンサーとして入社。
- 2020年3月、新潟テレビ21を退職[3]。退職後はフリーとなり、ニチエンプロダクションに所属。
- 2021年7月、ニチエンプロダクション所属のまま、千葉テレビ放送に契約アナウンサーとして入社（同じニチエンプロダクション所属の泉水はる佳が6月末付で産休のため、事実上の産休・育休中の代役として入社）。なお、元新潟テレビ21アナウンサーが千葉テレビ放送に入社するのは、笠井さやか以来となる。2022年4月で契約満了となったが、その2022年4月の1ヶ月間は、TBSラジオ時代に同じくラジオキャスターだった大鋸友紀（TBSスパークル所属）が新たに千葉テレビ放送に入社となったため、久々の同じ職場となっていた。

## 出演番組

### 新潟テレビ21時代
- スーパーJにいがた - キャスター[4]
- UXニュース

### TBSラジオキャスター時代
- 毒蝮三太夫のミュージックプレゼント - アシスタント
- 土曜ワイドラジオTOKYO 永六輔その新世界 - 「乙女の笑顔でおじゃまします」等のコーナー担当
- 安住紳一郎の日曜天国 - 「お出かけリサーチ」担当
- 森本毅郎・スタンバイ! - 「現場にアタック」担当
- 伊集院光とらじおと - 「TBSラジオショッピング」担当

### フリー時代
- 江東ワイドスクエア（2021年4月 - 、東京ベイネットワーク）[5] ※千葉テレビ入社期間中も担当
- 日清ファルマTVショッピング「ビフィコロントリプルアシスト」（レポーター）

### 千葉テレビ放送時代
- newsチバ（2021年7月 - 2022年4月26日）